# グーフィーのカモ猟
『グーフィーのカモ猟』（グーフィーのカモりょう、原題：Foul Hunting）は、ウォルト・ディズニー・プロダクション（現：ウォルト・ディズニー・カンパニー）が製作した1947年10月31日公開のアニメーション短編映画作品。グーフィーの短編映画シリーズの22作目である。

## あらすじ
鴨猟の季節に囮のおもちゃを使って狩りに挑戦するグーフィーであったが・・・。

## スタッフ
- 製作：ウォルト・ディズニー、ロイ・O・ディズニー
- 監督：ジャック・ハンナ
- 作画：アート・バビット、アル・ベルティノ、ヴォルス・ジョーンズ、ジャック・ボーイド
- 脚本：ディック・キニー、ボブ・ノース
- 音楽：オリバー・ウォレス
- 美術：エール・グレイシー
- 背景：ラルフ・ハレット

## キャスト
| キャラクター | 原語版               | 旧吹き替え版 | 新吹き替え版 |
| ------------ | -------------------- | ------------ | ------------ |
| グーフィー   | ピント・コルヴィッグ | 小山武宏     | 島香裕       |
| ナレーション |                      | 江原正士     |              |

## 映像ソフト化
- 夢と魔法の宝石箱ミッキーたちのパーティー